# Église Santo Stefano di Sessano
L'église de Santo Stefano di Sessano est tout ce qui reste du village de Sessano, situé sur un promontoire à est du village de Chiaverano, dans la province de Turin, probablement abandonné depuis un éboulement.

## Caractéristiques
Le bâtiment date du XIe siècle et il a des caractéristiques typiques des autres églises romanes des alentours, comme le clocher-porche. L'église était le lieu de culte des habitants de l'ancien village de Sessano, qui s'est dépeuplé dès le XIIIe siècle. Vue de la façade, l'église montre  sa structure architecturale à trois corps : la nef unique avec un toit à fermes en bois, le clocher par lequel on entre dans l'église et, sur le côté sud, la salle de sacristie rectangulaire ajoutée relativement récemment (certainement après 1782).
La solution du porche clocher, c'est-à-dire le clocher placé sur la façade et traversé par une sorte d'androne qui donne accès à l'intérieur de l'église, se trouve dans de nombreux exemples dans l'architecture romane du Canavais : en effet, on trouve des solutions similaires à Settimo Vittone, Bollengo, Pecco ou Lugnacco.
Les murs sont construits en pierre locale grossièrement taillée, avec des insertions de briques. L'extérieur de l'abside est divisé par quatre pilastres en trois parties sur lesquels s'ouvrent autant de fenêtres à lancette simple et à double ébrasement ; plus haut se trouve une série de niches aveugles, quatre dans chaque partie, surmontées d'arcs suspendus en briques. Entre les niches et la toiture semi-circulaire de l'abside couverte de lauzes court un cadre de briques en dents de scie. L'intérieur de l'église est structuré en trois travées, dont la dernière correspond au chœur. La nef (6 mètres de large et 15 mètres de long) est couverte d'une charpente en bois, tandis que le chœur, qui s'ouvre au-delà de l'arc triomphal, est surmonté d'une voûte d'arêtes rectangulaire. Les murs semi-circulaires de l'abside abritent ce qui reste des anciennes fresques romanes.

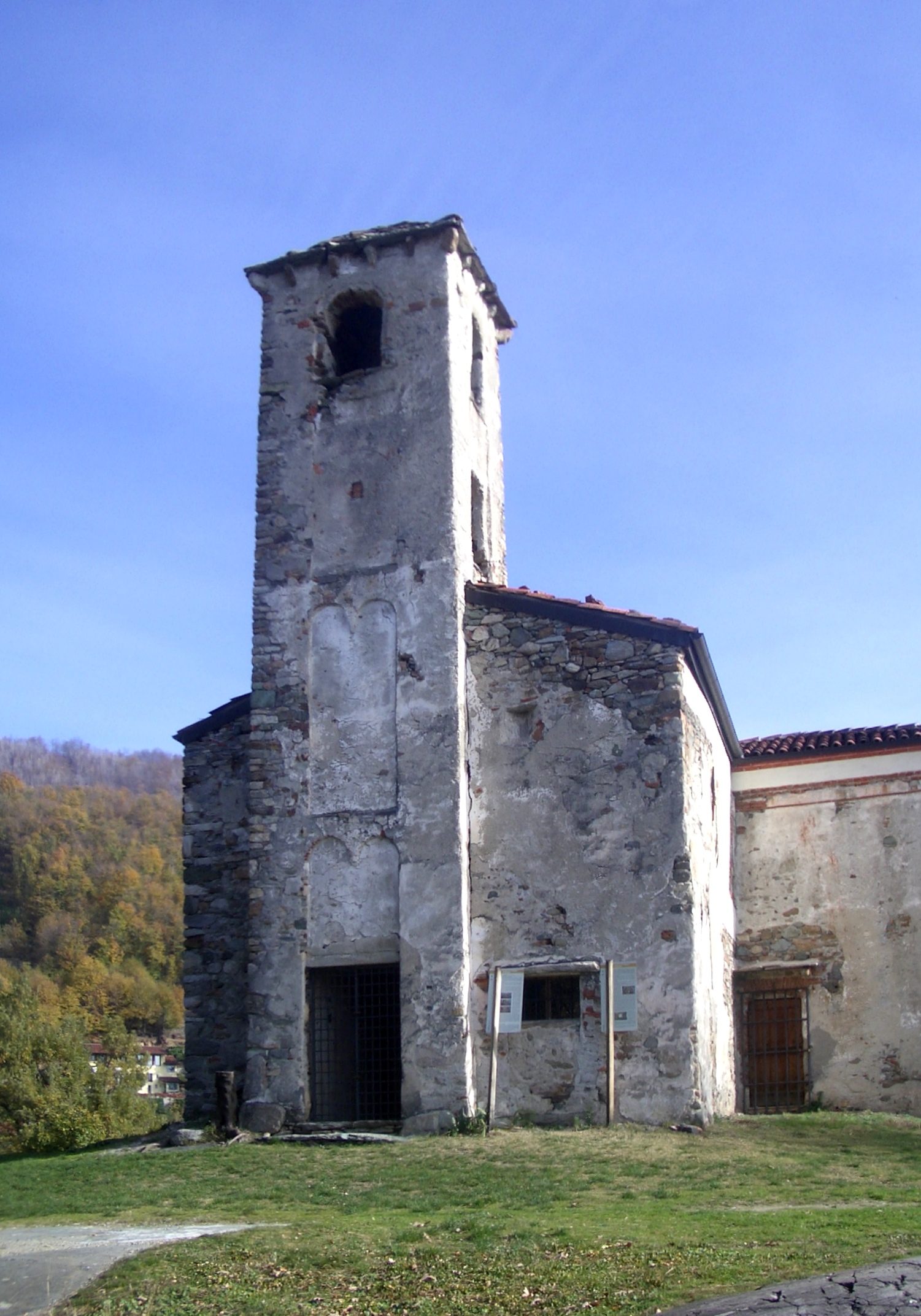
Clocher-porche
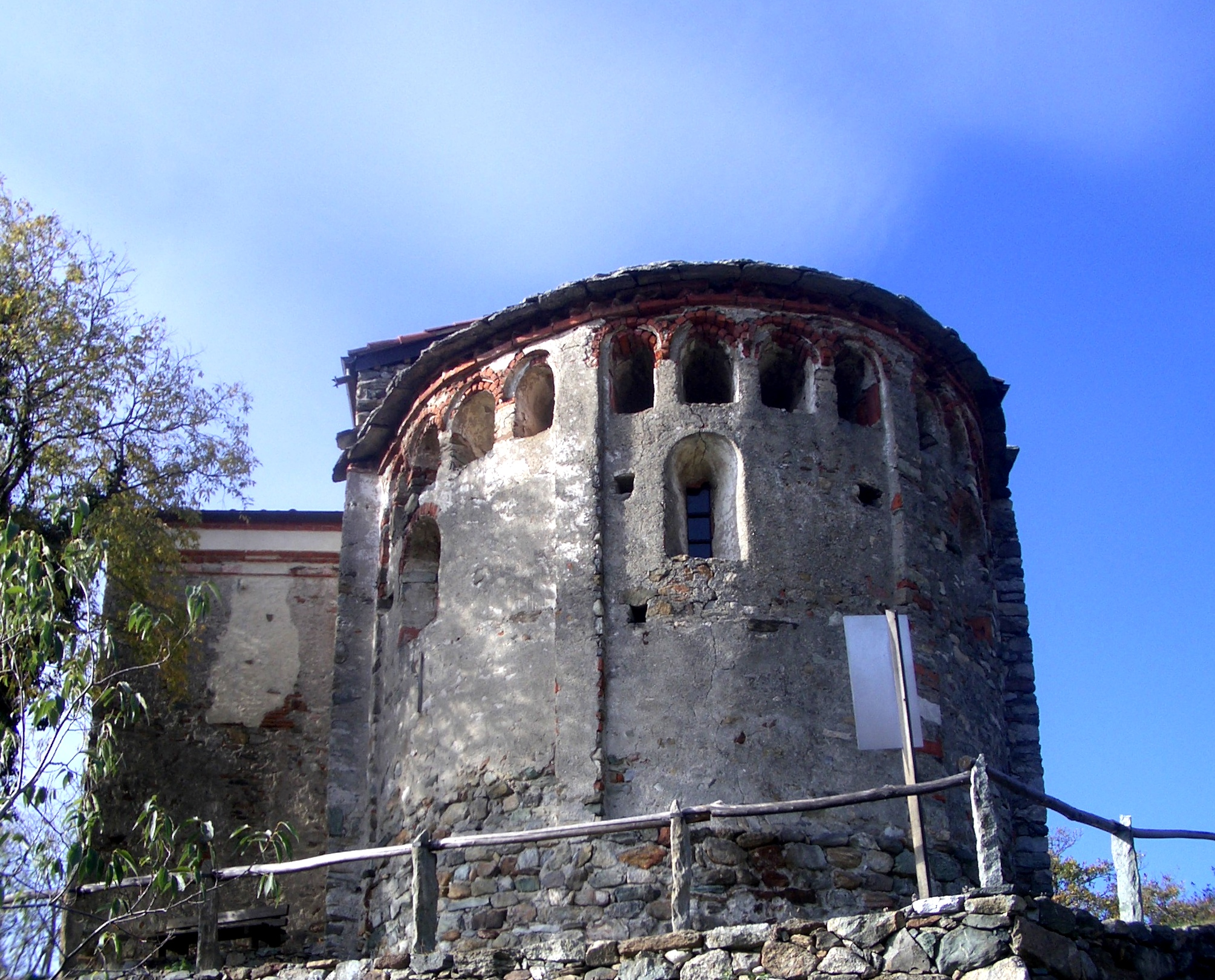
Abside
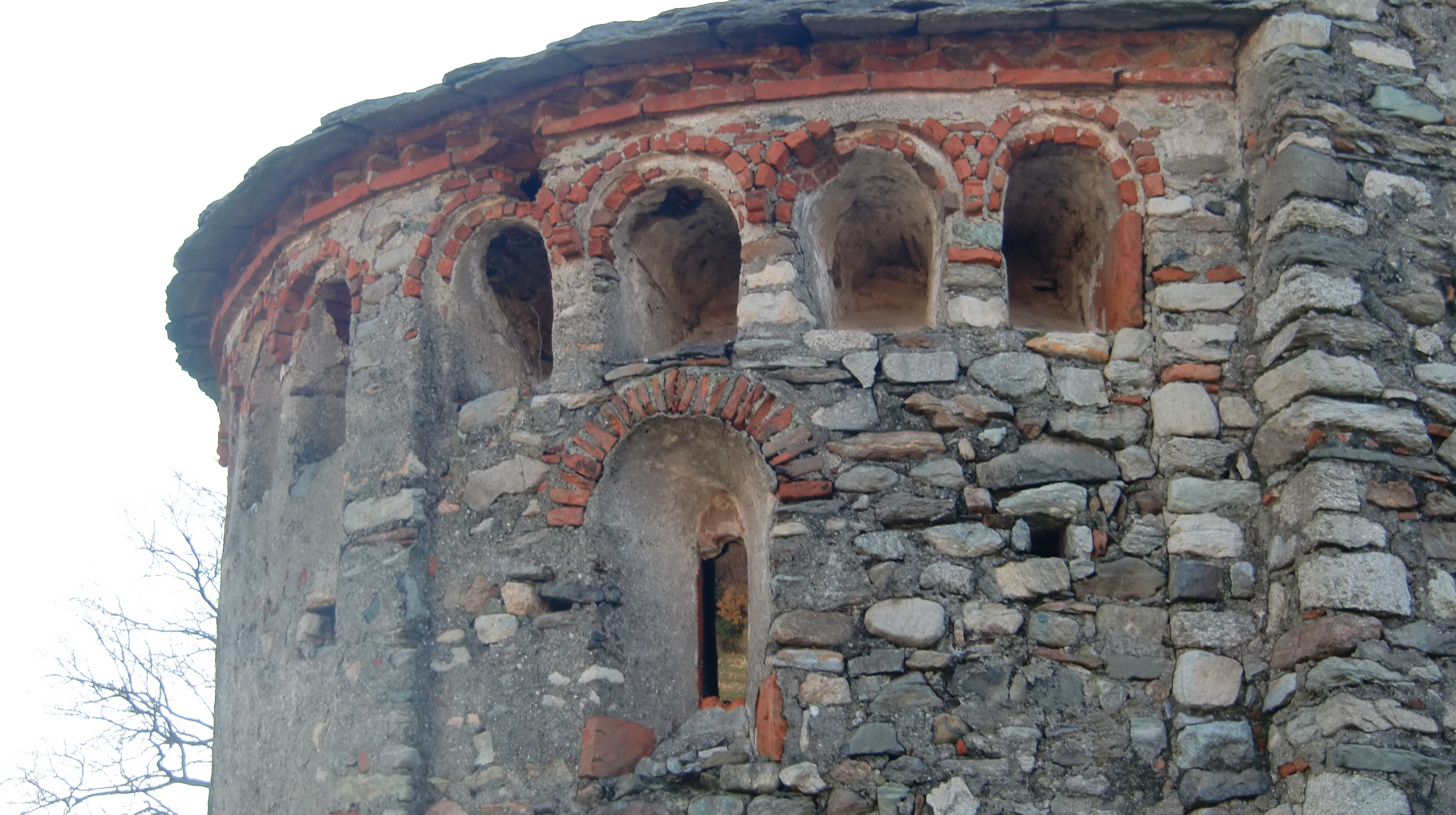
Abside (détail)

L'église d'aujourd'hui a une seule nef et une abside à laquelle on ajouta la sacristie pendant la période baroque. L'extérieur de abside est décorée avec quatre lésènes et niches à bande lombarde. 
Les fresques du XIe siècle représentent au centre Jésus avec les symboles des quatre évangélistes et en dessous un liséré de quatorze figures d'apôtres et de saints.

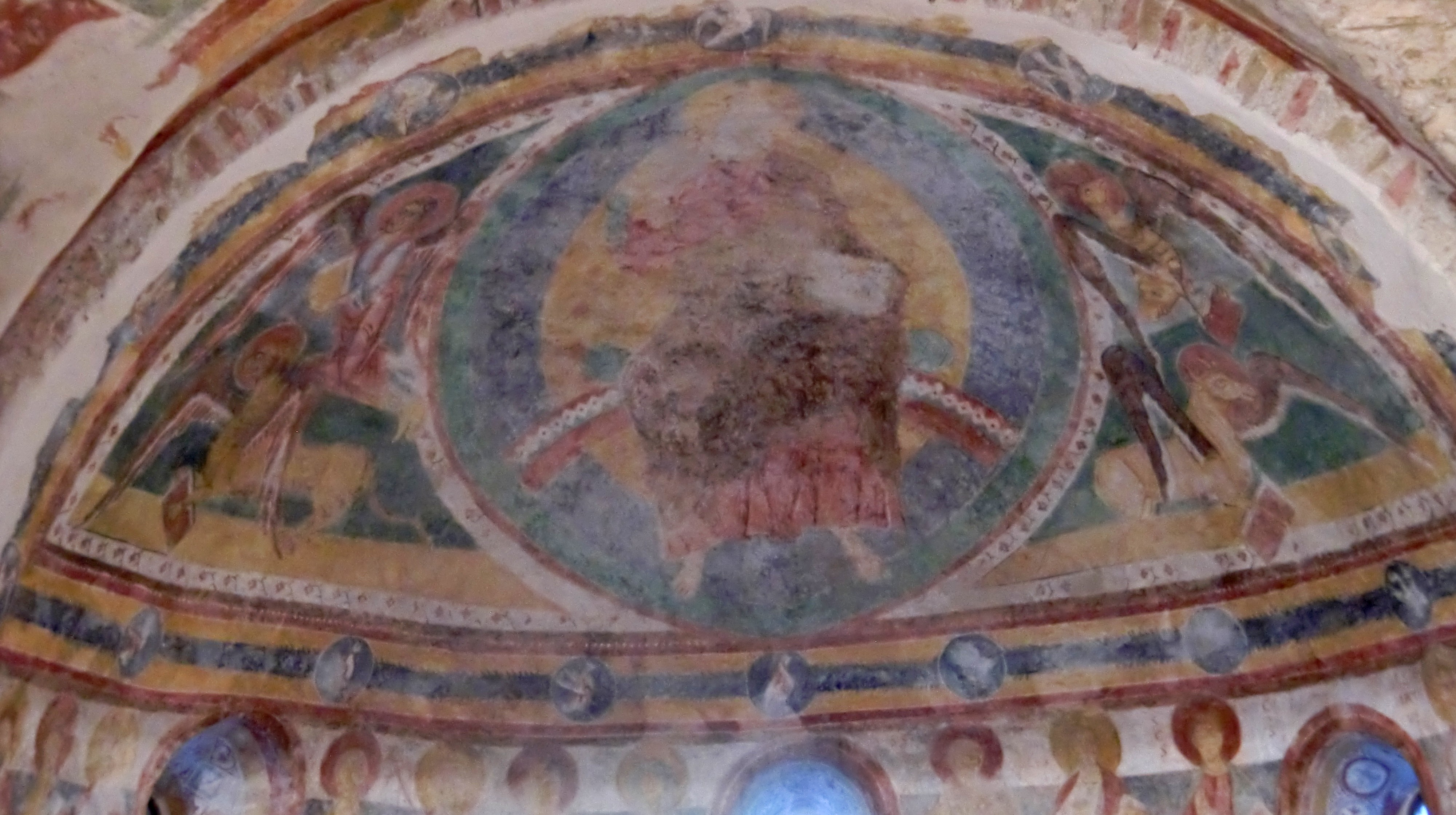
Mandorle et saints
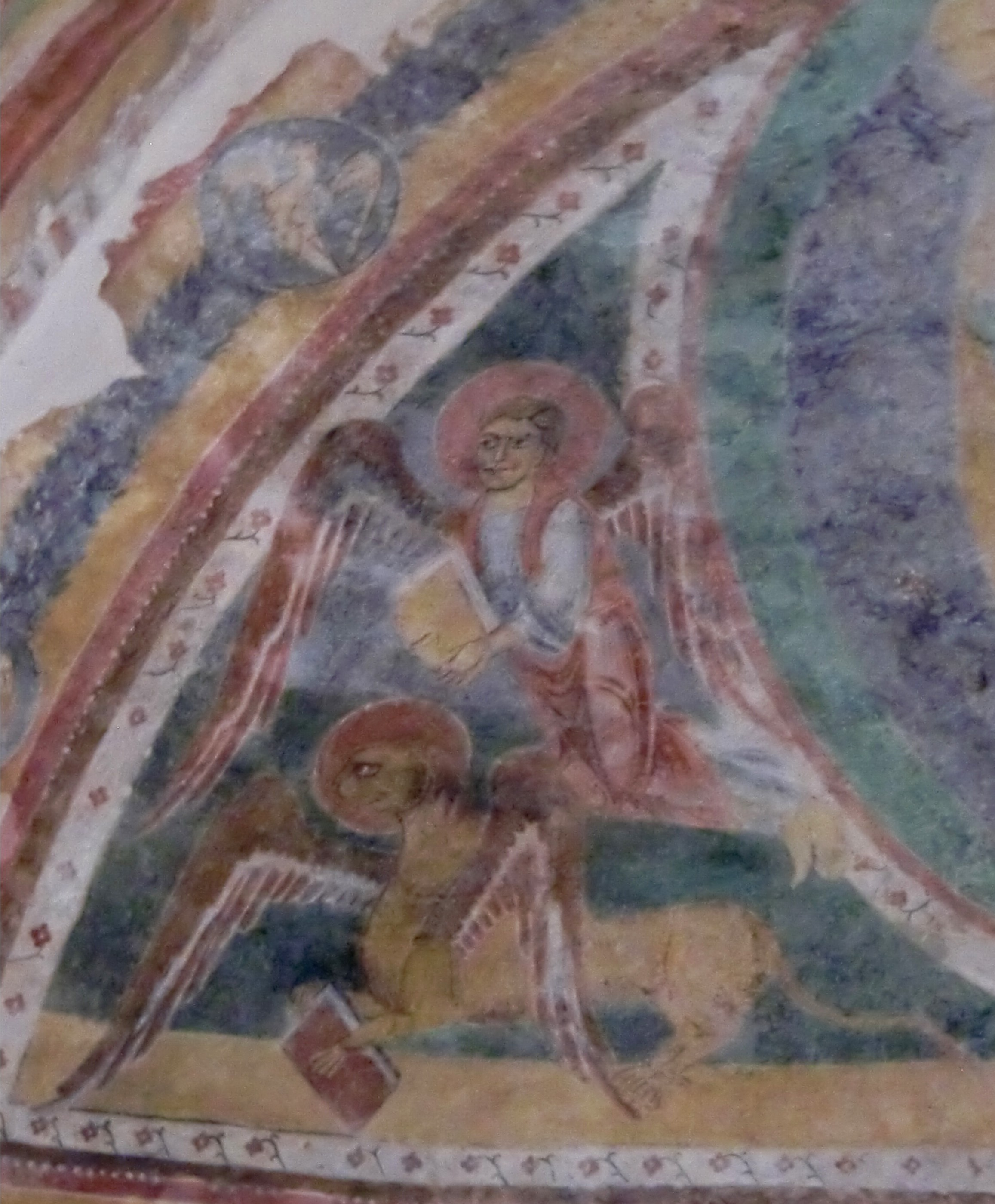
Deux apôtres
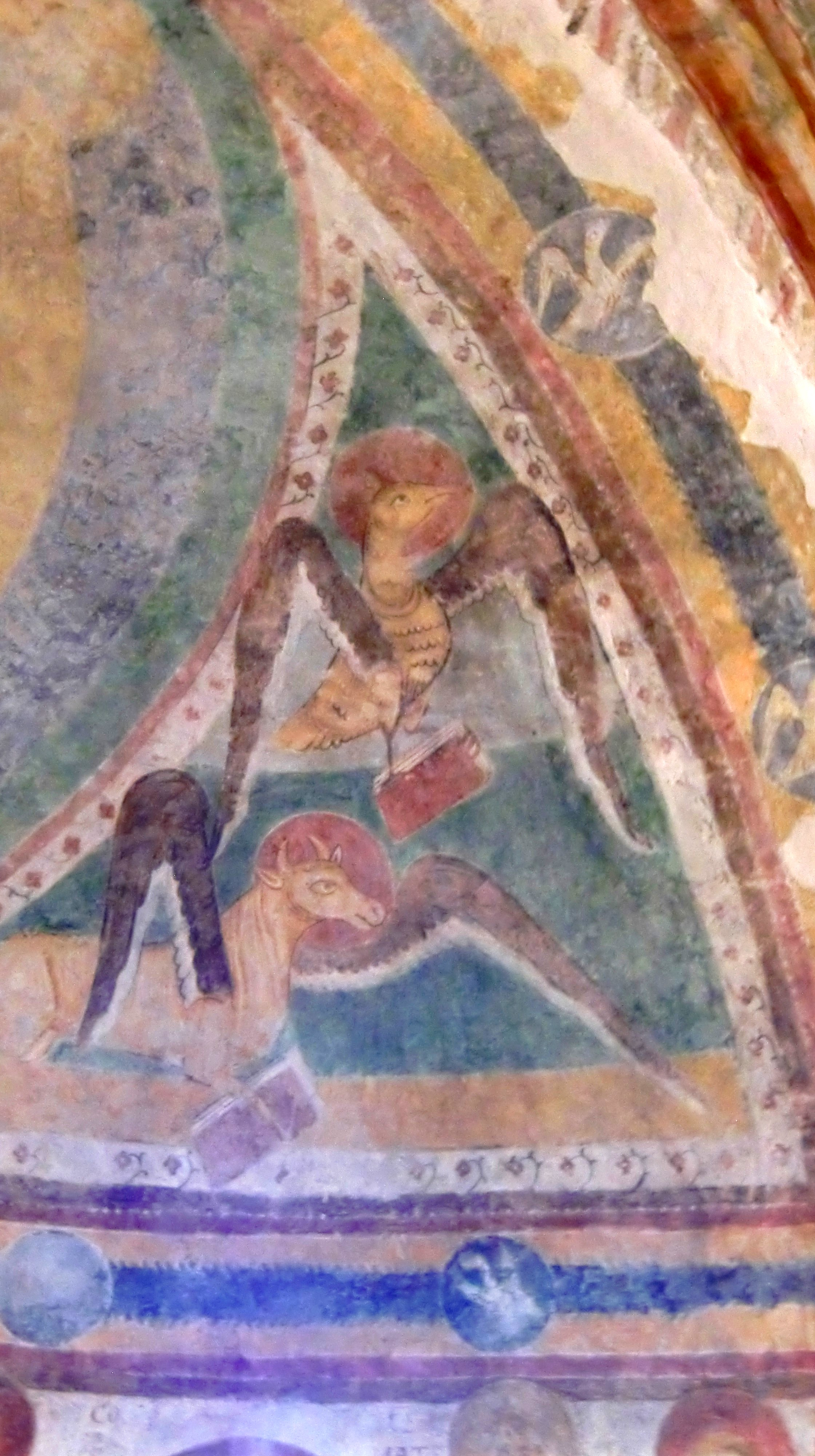
Deux autres apôtres